# Сальто-дель-Гуайра
Са́льто-дель-Гуайра́ (ісп. Salto del Guairá) — місто у Парагваї.

## Географія
Сальто-дель-Гуайра (у перекладі — водоспад Гуайра) розташоване у східній частині Парагваю, за 200 кілометрів на північ від міста Сьюдад-дель-Есте. Межа з Бразилією пролягає в шести кілометрах на північ від міста. Сальто-дель-Ґуайра є адміністративним центром департаменту Каніндею.

### Клімат
Місто знаходиться у зоні, котра характеризується вологим субтропічним кліматом. Найтепліший місяць — лютий із середньою температурою 26.2 °C (79.2 °F). Найхолодніший місяць — червень, із середньою температурою 17.3 °С (63.1 °F).
| Клімат Сальто-дель-Ґуайри | Клімат Сальто-дель-Ґуайри | Клімат Сальто-дель-Ґуайри | Клімат Сальто-дель-Ґуайри | Клімат Сальто-дель-Ґуайри | Клімат Сальто-дель-Ґуайри | Клімат Сальто-дель-Ґуайри | Клімат Сальто-дель-Ґуайри | Клімат Сальто-дель-Ґуайри | Клімат Сальто-дель-Ґуайри | Клімат Сальто-дель-Ґуайри | Клімат Сальто-дель-Ґуайри | Клімат Сальто-дель-Ґуайри | Клімат Сальто-дель-Ґуайри |
| Показник                  | Січ.                      | Лют.                      | Бер.                      | Квіт.                     | Трав.                     | Черв.                     | Лип.                      | Серп.                     | Вер.                      | Жовт.                     | Лист.                     | Груд.                     | Рік                       |
| Середня температура, °C   | 25,5                      | 26,2                      | 25,3                      | 22,6                      | 19,5                      | 17,3                      | 17,6                      | 19,1                      | 22,1                      | 22,7                      | 24,3                      | 25,6                      | 22,3                      |
| Норма опадів, мм          | 158.2                     | 133.7                     | 119.8                     | 127                       | 156.1                     | 106.4                     | 78.6                      | 69.5                      | 130                       | 179.6                     | 183.8                     | 196.7                     | 1639.4                    |
| Днів з опадами            | 11,6                      | 10,4                      | 9                         | 7,2                       | 7,3                       | 7,5                       | 5,9                       | 6,5                       | 7,6                       | 9,8                       | 9,2                       | 10,3                      | 102,3                     |
| Вологість повітря, %      | 75.3                      | 77                        | 79                        | 80.2                      | 81.6                      | 82.5                      | 77.8                      | 73.8                      | 72.9                      | 75.1                      | 72                        | 75.8                      | 76.9                      |
| ------------------------- | ------------------------- | ------------------------- | ------------------------- | ------------------------- | ------------------------- | ------------------------- | ------------------------- | ------------------------- | ------------------------- | ------------------------- | ------------------------- | ------------------------- | ------------------------- |
| Джерело: Weatherbase      |                           |                           |                           |                           |                           |                           |                           |                           |                           |                           |                           |                           |                           |

## Економіка
Місто є центром аграрного району, який значну частину своєї продукції експортує до Бразилії. Серед сільськогосподарських культур, які тут в значній кількості вирощують — соя, а також цукрова тростина, кукурудза, пшениця і бавовна.

## Історія
Приватна парагвайська компанія «Colonizadora Salto del Guairá SA» заснувала місто Сальто-дель-Гуайра 3 березня 1959 року. 30 липня 1973 року утворено округ Сальто-дель-Гуайра, який отримав міські права (муніципалітет 3-ї категорії). 2 липня 1974 року Сальто-дель-Ґуайра став муніципалітетом 1-ї категорії та центром департаменту Каніндею.